# Karl Bulla

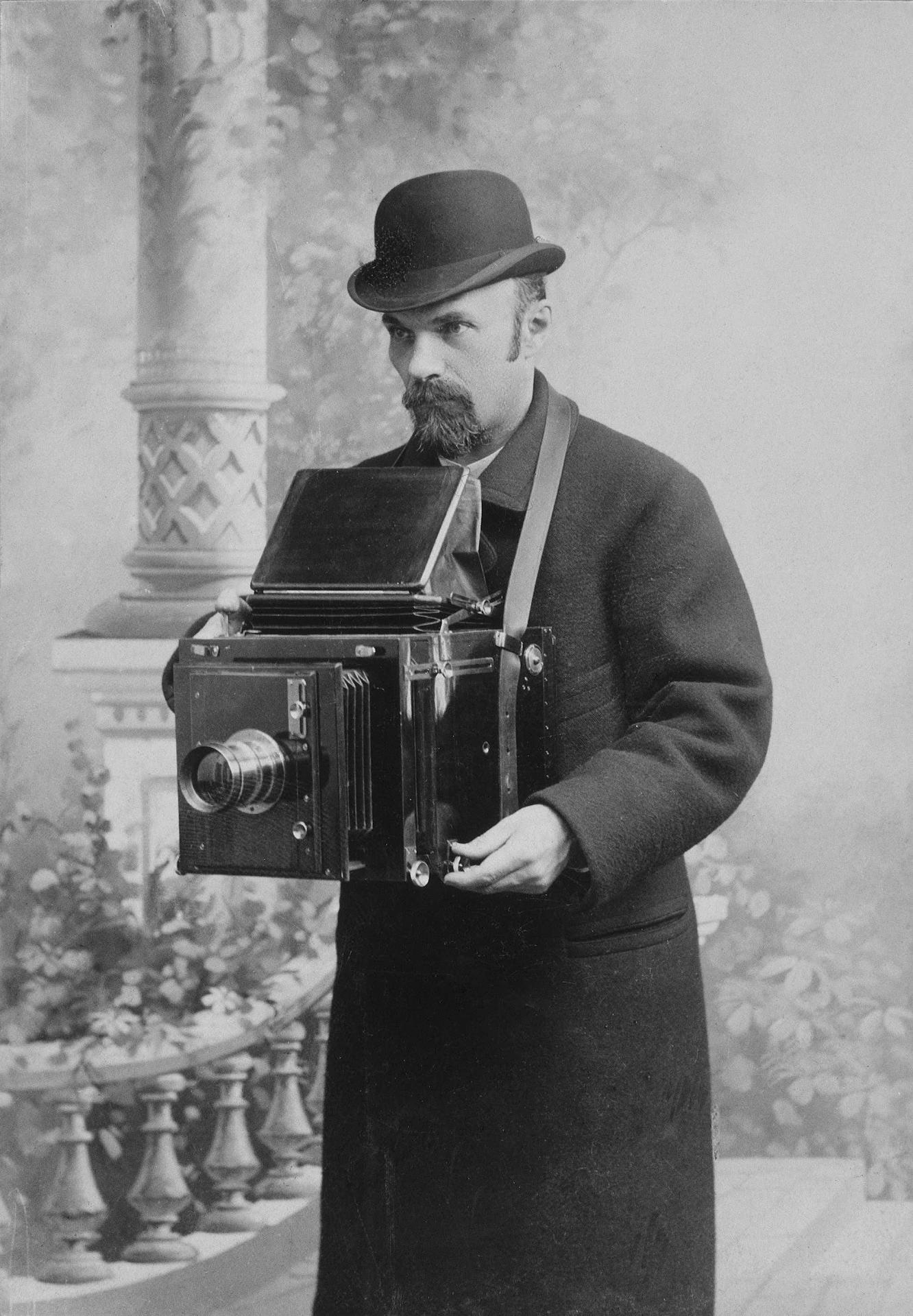
Karl Bulla

Karl Bulla (Głubczyce, 26 febbraio 1855 – Saaremaa, 28 novembre 1929) è stato un fotografo russo, nato tedesco, spesso definito il "padre del reportage fotografico russo".

## Biografia
Karl Bulla è nato a Leobschütz in Prussia (ora Glubczyce, Polonia). Non sappiamo con precisione il suo anno di nascita che si colloca tra il 1853 e il 1855. Nel 1865 si trasferì con la famiglia a San Pietroburgo. Ignoriamo quali siano state le ragioni del trasferimento nell'impero russo.
Dopo essere arrivato a San Pietroburgo, Bulla iniziò a lavorare come fattorino nella ditta Dunant che fabbricava e vendeva materiale fotografico. Ben presto le sue mansioni si ampliarono alla creazione delle lastre di vetro fotografico. A vent'anni Bulla aprì un piccolo laboratorio nel quale produceva lastre fotografiche alla gelatina. L'acquisto dei materiali fotografici già pronti per l'uso risultò la sua carta vincente perché in breve tempo vendette i suoi manufatti non solo a San Pietroburgo ma anche all'estero. Nel 1876 Bulla richiese ed ottenne la cittadinanza russa.
Divenne un fotografo alla moda, tanto che aprì un nuovo studio sulla Prospettiva Nevskij. Per circa dieci anni lavorò nel suo studio facendo ritratti e continuò a farli anche dopo il 1886 quando ottenne dalla polizia, dalla Marina e dall'esercito di poter fotografare ovunque.
Sposò Khristina Ivanovna (deceduta nel 1944) in una data imprecisata ma presumibilmente antecedente al 1881.
La richiesta di fotografie aumentò notevolmente verso la fine del secolo, sia per il numero crescente di immagini da pubblicare su giornali e riviste che per le cartoline postali, fenomeno in rapida espansione, perciò nel 1895 Bulla cessò la produzione di lastre fotografiche per dedicarsi unicamente all'attività di fotografo. 
Fotografò di tutto: dall'alta società e alla nobiltà alle famiglie di poveri, dalle assemblee antigovernative alle feste gay, e poi artisti, scrittori come Lev Tolstoj e Maksim Gor'kij, attori come Alexandra Komissarzevskaja, saltimbanchi e personaggi inquietanti come Rasputin. Bulla faceva parte del comitato di redazione di molte riviste tra cui la popolare Niva. Nel 1910 il fatturato della ditta "Bulla e figli" raggiunse i 250 000 rubli, cifra astronomica per l'epoca. Inoltre, divenne il fotografo ufficiale dei Romanov, la famiglia imperiale dello zar Nicola II.
Alla vigilia della prima guerra mondiale San Pietroburgo era considerata una delle capitali europee di cultura sullo stesso livello di Parigi.
In terze nozze, nel 1906 Bulla sposò Christina Juliana Keselberg (1877-1931) dell'isola di Saaremaa in Estonia e acquistò una proprietà sull'isola.
Nel 1916 (o 1917) Bulla lasciò l'attività ai figli Alexander (1881-1934) e Viktor (1883-1938) e si trasferì a Saaremaa in Estonia, dove continuò a fotografare e a insegnare ai ragazzi estoni le basi della fotografia.

## I figli
Nel 1909 Viktor e Alexander, affascinati dai cinegiornali, fondarono la casa di produzione Apollo con cui girarono circa 40 film sulle gare automobilistiche, sulla natura, sugli eventi a San Pietroburgo.
Viktor Bulla fu autore di celebri foto sulla guerra russo-giapponese e sulla prima guerra mondiale. Assai interessante anche la serie di partite di scacchi nella piazza di San Pietroburgo che riprese ogni anno dal 1909 al 1914. Fotografò la Rivoluzione d'ottobre. Per questo divenne il fotografo ufficiale del Soviet di Leningrado e poté scattare numerose foto a Lenin, Lev Trockij, Grigorij Zinov'ev, Stalin e molti altri dirigenti bolscevichi. Nel 1938 durante le Grandi Purghe staliniane fu arrestato, ingiustamente accusato di essere una spia tedesca e fucilato.
Anche la vita di suo fratello Alexander si concluse tragicamente. Accusato di essere un controrivoluzionario, venne arrestato nei primi anni '30, mandato nei campi di lavoro del Canale sul Mar Bianco, dove morì nel 1934.
Nel 1935 Viktor Bulla donò all'Archivio di Stato del Distretto di Leningrado i negativi del loro patrimonio comprendente oltre 200 000 negativi di opere di Karl Bulla e dei suoi figli. Dopo la seconda guerra mondiale, grazie alle immagini dei Bulla, è stato possibile ricostruire palazzi e monumenti distrutti o rovinati dalla guerra.
Karl Bulla ed i suoi figli furono molto famosi all'epoca ma successivamente caddero nel dimenticatoio. Anche per questo motivo a San Pietroburgo, nel 2003, è stata allestita una grande mostra per celebrare i 300 anni di San Pietroburgo e il 150º compleanno di Karl Bulla (secondo la versione che fosse nato nel 1853).
Anche in Italia nel 2018, presso lo Spazio Aref a Brescia, è stata organizzata la mostra Atelier Karl Bulla e figli.